# Panguraptor
Panguraptor (" Saqueador de Pangu ") é um gênero de dinossauro coelofisídeo terópode  conhecido a partir de fósseis descobertos em rochas do Jurássico Inferior no sul da China . O tipo e única espécie conhecida é Panguraptor lufengensis . O nome genérico refere-se à divindade Pangu(também chamada de Pan Ku),mas também ao supercontinente Pangeia,para o qual, em um contexto geológico, são usados os mesmos caracteres,que são: 盘古. Raptor significa "saqueador" ou "ladrão" em latim . O nome científico é uma referência à Formação Lufeng. O espécime do holótipo foi escavado em 12 de outubro de 2007 da Formação Lufeng em Yunnan, que é conhecida por fósseis de sauropodomorfos . Foi descrito em 2014 por You Hai-Lu e sua equipe.

## Descrição
O holótipo de Panguraptor, LFGT-0103, é um esqueleto articulado parcial de um indivíduo subadulto, incluindo o crânio, maxilar inferior, vértebras pré-sacrais, primeira vértebra sacral, partes da cintura peitoral e cintura pélvica, um fêmur esquerdo e a maior parte do braço direito. Este espécime é provavelmente um sub-adulto devido ao seu tamanho pequeno (aproximadamente 2 metros de comprimento em vida), órbita grande e escapulocoracoides e astrágalo calcâneo não fundidos. No entanto, talvez tenha estado perto da idade adulta quando morreu devido a alguns outros ossos que se fundiram.
O crânio curto está quase completo, embora a pré-maxila e a borda rostral da maxila estejam ausentes e as nasais estejam quase obscurecidas. A órbita é bastante grande, mas a fenestra anterorbital é muito pequena. As porções expostas das narinas são largas e lisas e não mostram nenhum sinal de crista sagital presente em alguns outros terópodes basais. O jugal está posicionado de forma semelhante ao do Megapnosaurus, embora o quadratojugal esteja posicionado semelhantemente ao do C.("M.") kayentakatae . A extremidade rostral da mandíbula inferior está faltando. Os dentes são preservados na mandíbula e na maxila e são ligeiramente recurvados, mas não são serrilhados.
O centro das vértrebas cervicais aumenta gradualmente de comprimento da terceira à sétima cervical, depois diminuem mais uma vez até a última cervical. As vértebras dorsais são mais comprimidas que as de C.barui e C. rhodesiensis, e seus espinhos neurais são mais longos do que altos e tão próximos uns dos outros que formam uma parede contínua ao longo da coluna vertebral dorsal.
A escápula é longa, com uma lâmina escapular com uma borda caudal reta e borda cranial côncava. A mão tem quatro dedos, sendo o primeiro e o segundo metacarpos os mais largos e o segundo e terceiro metatarsos os mais longos. O primeiro dígito também possui uma garra achatada e recurvada, a maior vista no holótipo.
O ílio direito, embora incompleto, tem um pedúnculo púbico robusto e uma crista supraacetabular proeminente. As porções distais dos ísquios estão preservadas,e são retas com pontas largas.
O fêmur tem uma cabeça grande e deslocada e uma protuberância longitudinal na superfície caudolateral da diáfise. A tíbia e a fíbula são retas, enquanto o astrágalocalcâneo não é fundido. Apenas um tarsal está exposto,provavelmente o quarto, juntamente com o terceiro, quarto e quinto metatarsos e alguns dedos dos pés. O terceiro é muito longo, enquanto o quarto e o quinto afunilam distalmente.
- Uma crista diagonal na superfície lateral da maxila, dentro da fossa antorbital.
- Uma fenestra elíptica (também vista no Zupaysaurus ) caudodorsal á crista mencionada acima.
- o quarto tarsal distal tem um canto craniomedial em forma de gancho.

## Classificação
You e outros fizeram uma análise filogenética e descobriram que o Panguraptor era um coelofisóide coelofisídeo, em um clado com o verdadeiro Coelophysis, oMegapnosaurus e o Camposaurus, mas não inclui o " falso Coelophysis. O Panguraptor foi colocado neste clado devido a ter um ângulo bastante agudo entre os processos horizontal e ascendente da maxila, uma bolsa cega na fossa antorbital, uma lâmina lateral curta do lacrimal e o processo ascendente do jugal fazendo um ângulo menor de 75 graus com seu eixo longitudinal. Por esta análise, o Panguraptor seria o primeiro coelofisóide conhecido da Ásia. É também o segundo gênero definido de terópode conhecido da Formação Lufeng, depois doSinosaurus . Outros pequenos espécimes de coelofisóides, como FMNH CUP 2089 (alguns ossos dos membros anteriores) e FMNH CUP 2090 (alguns ossos dos membros posteriores) recuperados da formação Lufeng, podem pertencer a esta espécie, embora tenham sido provisoriamente referidos como o falso Coelophysis,até uma análise posterior.